# Emesa (stad)
Emesa, is de Romeinse naam voor de Syrische stad die tegenwoordig Homs of Hims heet. De stad werd gesticht rond 2300 v.Chr.. Emesa was in de Oudheid vooral bekend vanwege zijn grote tempel die gewijd was aan de zonnegod Elagabalus. Letterlijk betekent Elagabalus 'berggod', naar 'El' dat God betekent en 'jebel', berg. Dit vindt zijn verklaring in het gegeven dat in het Nabije Oosten goden veelal werden gesymboliseerd door een steen, dit in tegenstelling tot bijvoorbeeld de Griekse Goden die de gestalte hadden van mensen. Hierop was de zonnegodcultus van Emesa geen uitzondering. 'De zwarte steen van Emesa', mogelijk een meteoriet, symboliseerde in Emesa de zonnegod.
Het hogepriesterschap van Elagabalus werd lange tijd erfelijk bekleed door één familie die waarschijnlijk afstamde van de Koningen van Emesa, die tot de eerste eeuw voor Christus regeerden. Verwantschap is evenwel nog niet voldoende wetenschappelijk aangetoond, maar via circumstancial evidence wel waarschijnlijk te achten. Veel hogepriesters droegen onder meer dezelfde namen als de voormalige koningen, zoals Samsigeramus, wat letterlijk betekent: 'de zonnegod heeft besloten' (Shamash gƏram). Ook de naam Sohaemus komt in zowel de koninklijke als de priesterlijke familie veel voor. Het was verder in die tijd ook veelgezien dat bestuurlijke en religieuze functies door dezelfde dynastie, of leden hiervan, werden bekleed.
De opperpriesters van Emesa werden later, in de Romeinse Keizertijd, een zelfstandig en eigenzinnig Keizerlijk Huis onder de naam van de Severi. Het was Julia Domna (170-227), dochter van de hogepriester Julius Bassianus van Emesa, die trouwde met Romeins keizer Septimius Severus en de stammoeder werd van dit Huis. Het was Julia Domna's neef, de kleinzoon van haar zuster Julia Maesa, die als Romeins keizer Elagabalus en tevens hogepriester van zonnegod van Emesa, de zonnegodcultus naar Rome haalde. Zo danste hij in optocht in het traditionele, met juwelen beklede gewaad door de straten van Rome, een voor de Romeinen ongewoon spektakel. Elagabalus probeerde de zonnegod van Emesa onder de Latijnse naam van Deus Sol Invictus tot Romeins oppergod te promoveren. Elagabalus liet de heilige Zwarte Steen van Emesa ook met veel ceremonieel uit Syrië overbrengen en in 221 in de door hem gebouwde Tempel van Elagabal plaatsen. Aan dit alles maakte zijn opvolger en neef Romeins keizer Severus Alexander weer een einde.
In 272 versloeg keizer Aurelianus, vanuit zijn tijdelijk hoofdkwartier in Emesa, koningin Zenobia van Palmyra.
In de loop van de 4e eeuw werd Emesa de zetel van het aartsbisdom Emesa. Keizer Constantijn I bouwde er de eerste kerk. In 474 werd de heilige Abraham van Kratia er geboren.
In 636 werd Emesa door moslims veroverd die de, inmiddels christelijke, stad omdoopten tot Homs.

## Geboren in Emesa
- Paus Anicetus (2e eeuw)